# 洞屋
洞子又称洞屋，是一種戰爭工具。

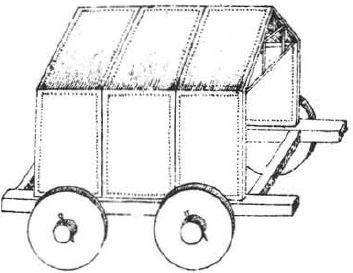
《武经总要》中的洞屋车

洞子形状如小屋，下有四轮，小屋外面蒙上鐵皮，可用於保護士兵安全。《资治通鉴·后梁太祖开平三年》：“ 淮南兵围苏州，推洞屋攻城。”胡三省注：“洞屋，以木撑柱为之，冒以牛皮，其状如洞。”《宋史·李汉琼传》：“攻城者以牛革冒木上，士卒蒙之而进，谓之洞子。”
洞子多與云梯、对楼、鵝車聯用於攻城與防守，赵彦卫《云麓漫钞》卷七：“攻击不息，用云梯、三梢五梢大砲百餘座，天桥、对楼、鵞车、洞子，四面填壕，志在必得。”